# St Albans City FC
St Albans City FC (celým názvem: St Albans City Football Club) je anglický fotbalový klub, který sídlí ve městě St Albans v nemetropolitním hrabství Hertfordshire. Založen byl v roce 1908. Od sezóny 2014/15 hraje v National League South (6. nejvyšší soutěž). Klubové barvy jsou žlutá a modrá.
Své domácí zápasy odehrává na stadionu Clarence Park s kapacitou 6 000 diváků.

## Úspěchy v domácích pohárech
Zdroj: 
- FA Cup
  - 2. kolo: 1968/69, 1980/81, 1996/97
- FA Amateur Cup
  - Semifinále: 1922/23, 1924/25, 1925/26, 1969/70
- FA Trophy
  - Semifinále: 1998/99

## Umístění v jednotlivých sezonách
Stručný přehled
Zdroj: 
- 1908–1909: Spartan League (Eastern Division)
- 1909–1910: Spartan League (B Division)
- 1910–1914: Spartan League
- 1920–1923: Athenian League
- 1923–1973: Isthmian League
- 1973–1974: Isthmian League (First Division)
- 1974–1977: Isthmian League (Second Division)
- 1977–1983: Isthmian League (First Division)
- 1983–1984: Isthmian League (Second Division)
- 1984–1986: Isthmian League (First Division)
- 1986–2004: Isthmian League (Premier Division)
- 2004–2006: Conference South
- 2006–2007: Conference National
- 2007–2011: Conference South
- 2011–2014: Southern Football League (Premier Division)
- 2014–2015: Conference South
- 2015– : National League South

Jednotlivé ročníky
Zdroj: 
Legenda: Z - zápasy, V - výhry, R - remízy, P - porážky, VG - vstřelené góly, OG - obdržené góly, +/- - rozdíl skóre, B - body, červené podbarvení - sestup, zelené podbarvení - postup, fialové podbarvení - reorganizace, změna skupiny či soutěže
| Sezóny  | Liga                                        | Úroveň | Z  | V  | R  | P  | VG | OG | +/- | B  | Pozice |
| ------- | ------------------------------------------- | ------ | -- | -- | -- | -- | -- | -- | --- | -- | ------ |
| 2009/10 | Conference South                            | 6      | 42 | 15 | 10 | 17 | 45 | 55 | -10 | 55 | 13.    |
| 2010/11 | Conference South                            | 6      | 42 | 7  | 13 | 22 | 39 | 75 | -36 | 24 | 22.    |
| 2011/12 | Southern Football League (Premier Division) | 7      | 42 | 17 | 11 | 14 | 72 | 77 | -5  | 62 | 8.     |
| 2012/13 | Southern Football League (Premier Division) | 7      | 42 | 18 | 6  | 18 | 81 | 71 | +10 | 60 | 11.    |
| 2013/14 | Southern Football League (Premier Division) | 7      | 44 | 25 | 10 | 9  | 89 | 49 | +40 | 85 | 4.     |
| 2014/15 | Conference South                            | 6      | 40 | 16 | 6  | 18 | 53 | 53 | 0   | 54 | 13.    |
| 2015/16 | National League South                       | 6      | 42 | 13 | 10 | 19 | 58 | 65 | -7  | 49 | 18.    |
| 2016/17 | National League South                       | 6      | 42 | 16 | 11 | 15 | 72 | 66 | +6  | 59 | 10.    |
| 2017/18 | National League South                       | 6      | 42 | 19 | 8  | 15 | 71 | 58 | +13 | 65 | 8.     |
| 2018/19 | National League South                       | 6      | 42 |    |    |    |    |    |     |    |        |